# Robert Hayles
Robert John Hayles (Portsmouth, 21 gennaio 1973) è un ex pistard e ciclista su strada britannico.

## Palmarès

### Pista
- 1994

Campionati britannici, Americana (con Bryan Steel)
- 1995

Campionati britannici, Americana
- 1996

Campionati britannici, Inseguimento individuale
Campionati britannici, Corsa a punti
- 1997

Campionati britannici, Inseguimento individuale
Campionati britannici, Corsa a punti
Campionati britannici, Americana
- 1998

Campionati britannici, Inseguimento individuale
Campionati britannici, Corsa a punti
Campionati britannici, Americana
- 1999

Campionati britannici, Inseguimento individuale
Campionati britannici, Corsa a punti
Campionati britannici, Americana (con Bradley Wiggins)
- 2000

Campionati britannici, Inseguimento individuale
- 2001

Campionati britannici, Corsa a punti
- 2004

Manchester, Inseguimento a squadre (con Paul Manning, Chris Newton e Stephen Cummings)
Sidney, Inseguimento a squadre (con Paul Manning, Russell Downing e Bryan Steel)
- 2005

Coppa del mondo, Inseguimento a squadre (Manchester, con Paul Manning, Chris Newton e Stephen Cummings)
Campionati del mondo, Inseguimento a squadre (con Paul Manning, Chris Newton e Stephen Cummings)
Campionati del mondo, Americana (con Mark Cavendish)
- 2006

Coppa del mondo, Inseguimento individuale (Sidney)
Giochi del Commonwealth, Inseguimento a squadre (con Paul Manning, Chris Newton e Stephen Cummings)
- 2007

Coppa del mondo, (Manchester, con Paul Manning, Edward Clancy e Bradley Wiggins)
- 2008

Coppa del mondo, (Manchester, con Steven Burke, Edward Clancy e Geraint Thomas)
- 2009

Coppa del mondo, (Copenhagen, con Peter Kennaugh, Chris Newton, Edward Clancy e Steven Burke)

### Strada
- 1995 (All Media Services/Computer Personnel)

3ª tappa Tour of Lancashire (Bolton > Bolton, cronometro)
4ª tappa Tour of Lancashire (Accrington > Accrington)
- 1996 (Ambrosia Desserts - Continental, una vittoria)

7ª tappa Tour de Langkawi (Muar > Johor Baharu)
- 1999 (tre vittorie)

7ª tappa, 1ª semitappa Tour of Britain (Carlisle > Edinburgh)
2ª tappa Cinturon a Mallorca (Algaida > Algaida)
3ª tappa Cinturon a Mallorca (Santa Margarita > Santa Margarita)
- 2000 (una vittoria)

8ª tappa Circuit des Mines (Yutz > Hayange)
- 2004 (una vittoria)

7ª tappa Tour de Normandie (Bagnoles-de-l'Orne > Bagnoles-de-l'Orne)
- 2008 (una vittoria)

Campionati britannici, Prova in linea

#### Altri successi
- 1995 (All Media Services/Computer Personnel)

Goodwood Circuit Criterium
Criterium di Portsmouth
- 1996 (Ambrosia Desserts - Continental)

Criterium di Hatchmere
3ª tappa Tour of Lancashire
2ª tappa Tour de Langkawi (Langkawi > Langkawi, cronosquadre)
- 1997 (Ambrosia Desserts - Continental)

1ª tappa Girvan 3-day (Girvan > Girvan)
2ª tappa Girvan 3-day (Girvan > Girvan)
4ª tappa Girvan 3-day (Girvan > Girvan)
Classifica generale Girvan 3-day
Jack Granger Memorial
3ª tappa Silver Spoon Two Day (Nottingham > Nottingham)
Classifica generale Silver Spoon Two Day
Grand Prix of Essex
Eastway Circuit - March Hare
- 1998 (Brite)

2ª tappa Girvan 3-day (Girvan > Girvan)
Eastway
3ª tappa Tour of Lancashire
- 2000

Campionati britannici, Criterium
- 2001 (Cofidis)

East Dorset Road Race
- 2002 (Cofidis)

Memorial Debaets-Devos
- 2005 (Recycling.co.uk - MG-XPower - Litespeed)

Eddie Soens Memorial
Campionati britannici, Cronosquadre (con Paul Manning e Chris Newton)
Criterium di Kempsey
- 2006

East Yorkshire Classic
- 2007

Hillingdon Grand Prix
- 2008

1ª tappa Chas Messenger Stage Race (Long Crendon > Long Crendon, cronometro)
Beaumont Trophy
Criterium di Meise
Beaumont Trophy
Ryedale Grand Prix
Blackpool Weekend Criterium
Tour of Pendle
3ª tappa, 2ª semitappa Surrey League Stage Race

## Piazzamenti

### Classiche monumento
- Giro delle Fiandre

2001: ritirato
2003: ritirato
- Parigi-Roubaix

2001: ritirato
2002: ritirato
2003: ritirato

### Competizioni mondiali
- Campionati mondiali

Bordeaux 1998 - Americana: 10°
Berlino 1999 - Americana: 10°
Manchester 2000 - Inseguimento individuale: 3°
Manchester 2000 - Corsa a punti: 9°
Stoccarda 2003 - Inseguimento a squadre: 2°
Melbourne 2004 - Inseguimento individuale: 2°
Melbourne 2004 - Inseguimento a squadre: 2°
Los Angeles 2005 - Inseguimento individuale: 14°
Los Angeles 2005 - Inseguimento a squadre: vincitore
Los Angeles 2005 - Americana: vincitore
Bordeaux 2006 - Americana: 4°
Bordeaux 2006 - Inseguimento a squadre: 2°
Palma di Maiorca 2007 - Inseguimento individuale: 7°
Palma di Maiorca 2007 - Americana: 13°
- Giochi olimpici

Sidney 2000 - Prova in linea: ritirato
Sidney 2000 - Inseguimento individuale: 4°
Sidney 2000 - Inseguimento a squadre: 3°
Sidney 2000 - Americana: 4°
Atene 2004 - Inseguimento individuale: 4°
Atene 2004 - Inseguimento a squadre: 2°
Atene 2004 - Americana: 3°

### Competizioni europee
- Campionati europei

Spagna 1995 - Omnium endurance: 6°
Germania 1997 - Omnium endurance: 2°
Italia 1999 - Omnium endurance: 4°